# Prostredné Solisko
Prostredné Solisko (polsky Pośrednie Solisko, německy Mittlerer Solisko, dříve Annaspitze, maďarsky Csorbai Közepső Szoliskó, dříve Annacsúcs) je výrazný vedlejší vrchol Velkého Soliska na Soliskovom hrebeni ve Vysokých Tatrách. Od Velkého Soliska je oddělen Soliskovou lávkou a od Zadního Soliskového hrbu Vyšší Soliskovou štěrbinou. Z pohledu od jihovýchodu po levé straně je Furkotská dolina a po pravé Mlynická dolina.

## Prvovýstup
První na vrcholu byl Karol Englisch s vůdcem Pavlem Spitzkopfem starším 19. července 1903. Vystoupali z Furkotskej doliny. Tehdy Englisch pojmenoval Prostredné Solisko (respektive Velké Solisko) podle neznámé osoby Anniným štítem: Annaspitze, Annacsúcs, Annaturm, Annatorony. V zimě dne 12. května 1925 na vrcholu byli první Adam Karpiński a Stefan Osiecki.

## Turistika
Na vrchol nevede turistická stezka. Výstup je možný jen s horským vůdcem.